# Coupe du monde de football des moins de 20 ans 1985
Navigation
Mexique 1983 Chili 1987
La Coupe du monde de football des moins de 20 ans 1985 est la cinquième édition de la Coupe du monde de football des moins de 20 ans. Elle est organisée par l'Union soviétique du 24 août au 7 septembre 1985.
Seize équipes des différentes confédérations prennent part à la compétition, qualifiées par le biais des championnats organisés au niveau continental. Seuls les joueurs nés après le 1er janvier 1965 peuvent prendre part à la compétition.
Pour la première fois dans l'histoire de la compétition, le tenant du titre garde son bien : le Brésil s'impose à nouveau, en battant en finale l'Espagne après prolongations. On note que le pays organisateur, l'Union soviétique, réussit lors de cette édition le meilleur résultat obtenu par le pays hôte, à savoir échouer en demi-finale; en effet, tous les autres pays hôtes avaient auparavant été éliminés dès le premier tour. C'est le Nigeria qui termine sur la troisième marche du podium, c'est la première fois qu'une équipe africaine atteint le dernier carré. Cette édition a été pauvre en buts et le classement des buteurs, dont les lauréats "culminent" à 3 buts seulement, s'en ressent.
La Chine crée la surprise de cette phase finale en atteignant les quarts de finale (où elle s'incline face à l'URSS). Les Chinois ont fait forte impression en terminant deuxième de leur groupe après avoir battu le Paraguay mais surtout l'Angleterre qui manque totalement le rendez-vous et termine dernière du groupe avec un point en 3 rencontres. La poule A est le théâtre d'un dénouement cruel : à égalité parfaite à la seconde place, la Colombie et la Hongrie doivent être départagées pour la qualification par un tirage au sort, qui sourit aux Sud-Américains.

## Pays qualifiés
| Confédération              | Tournoi qualificatif                                                                     | Qualifié(s)                                              |
| -------------------------- | ---------------------------------------------------------------------------------------- | -------------------------------------------------------- |
| AFC (Asie)                 | Coupe d'Asie des nations de football des moins de 19 ans 1985                            | Arabie saoudite Chine                                    |
| CAF (Afrique)              | Coupe d'Afrique des nations junior 1985                                                  | Tunisie Nigeria                                          |
| CONCACAF                   | Championnat d'Amérique du Nord, centrale et Caraïbe de football des moins de 20 ans 1984 | Mexique Canada                                           |
| CONMEBOL (Amérique du Sud) | Championnat des moins de 20 ans de la CONMEBOL 1985                                      | Brésil Paraguay Colombie                                 |
| UEFA (Europe)              | Championnat d'Europe de football des moins de 19 ans 1984                                | Espagne Angleterre Hongrie République d'Irlande Bulgarie |
| OFC (Océanie)              | Championnat d'Océanie de football des moins de 20 ans 1985                               | Australie                                                |
| UEFA                       | Qualifié d'office en tant que pays hôte                                                  | Union soviétique                                         |

## Villes et stades
| Ville     | Stade                 | Capacité |
| --------- | --------------------- | -------- |
| Erevan    | Stade Hrazdan         | 75 000   |
| Tbilissi  | Stade Boris-Paichadze | 55 000   |
| Minsk     | Stade Dinamo          | 41 040   |
| Bakou     | Stade Tofiq-Béhramov  | 29 858   |
| Moscou    | Stade Loujniki        | 84 745   |
| Leningrad | Stade Kirov           | 84 000   |

## Premier tour

### Groupe A
| Classement final |          |     |   |   |   |   |    |    |      |
|                  | Équipe   | Pts | J | G | N | P | BP | BC | Diff |
| 1                | Bulgarie | 4   | 3 | 1 | 2 | 0 | 4  | 2  | +2   |
| 2*               | Colombie | 4   | 3 | 1 | 2 | 0 | 5  | 4  | +1   |
| 2*               | Hongrie  | 4   | 3 | 1 | 2 | 0 | 5  | 4  | +1   |
| 4                | Tunisie  | 0   | 3 | 0 | 0 | 3 | 2  | 6  | -4   |

| 24 août | Colombie | 2 | 2 | Hongrie  |
|         | Bulgarie | 2 | 0 | Tunisie  |
| 26 août | Hongrie  | 2 | 1 | Tunisie  |
| 27 août | Colombie | 1 | 1 | Bulgarie |
| 29 août | Colombie | 2 | 1 | Tunisie  |
|         | Bulgarie | 1 | 1 | Hongrie  |

- La Bulgarie termine première grâce à une meilleure différence de buts.
(2*) La Colombie et la Hongrie sont à égalité parfaite sur tous les points du règlement. C'est le tirage au sort qui décide de la qualification de la Colombie au détriment de la Hongrie.

1re journée
| 24 août 1985 | Colombie                  | 2 - 2 | Hongrie                        | Stade Hrazdan, Erevan                          |                                                |
| 15:00        | Pérez 88e · Rodríguez 89e |       | Pintér 59e (pen.) · Zsinka 85e | Spectateurs : 10 000 Arbitrage : George Sandoz | Spectateurs : 10 000 Arbitrage : George Sandoz |
| 15:00        | (Rapport)                 |       |                                | Spectateurs : 10 000 Arbitrage : George Sandoz | Spectateurs : 10 000 Arbitrage : George Sandoz |

| 24 août 1985 | Bulgarie                  | 2 - 0 | Tunisie | Stade Hrazdan, Erevan                              |                                                    |
| 19:00        | Mihtarski 32e · Penev 78e |       |         | Spectateurs : 14 000 Arbitrage : Joseph B. Worrall | Spectateurs : 14 000 Arbitrage : Joseph B. Worrall |
| 19:00        | (Rapport)                 |       |         | Spectateurs : 14 000 Arbitrage : Joseph B. Worrall | Spectateurs : 14 000 Arbitrage : Joseph B. Worrall |

2e journée
| 26 août 1985 | Hongrie                         | 2 - 1 | Tunisie    | Stade Hrazdan, Erevan                                   |                                                         |
| 19:00        | Pintér 60e (pen.) · Fischer 87e |       | Touati 46e | Spectateurs : 19 000 Arbitrage : Juan Francisco Escobar | Spectateurs : 19 000 Arbitrage : Juan Francisco Escobar |
| 19:00        | (Rapport)                       |       |            | Spectateurs : 19 000 Arbitrage : Juan Francisco Escobar | Spectateurs : 19 000 Arbitrage : Juan Francisco Escobar |

| 27 août 1985 | Bulgarie       | 1 - 1 | Colombie    | Stade Hrazdan, Erevan                         |                                               |
| 19:00        | Kalaydjiev 69e |       | Tréllez 74e | Spectateurs : 15 000 Arbitrage : Jassim Mandi | Spectateurs : 15 000 Arbitrage : Jassim Mandi |
| 19:00        | (Rapport)      |       |             | Spectateurs : 15 000 Arbitrage : Jassim Mandi | Spectateurs : 15 000 Arbitrage : Jassim Mandi |

3e journée
| 29 août 1985 | Colombie                  | 2 - 1 | Tunisie      | Stade Hrazdan, Erevan                              |                                                    |
| 18:30        | Castaño 19e · Tréllez 68e |       | Abdelhak 76e | Spectateurs : 9 000 Arbitrage : Vladimir Kuznetsov | Spectateurs : 9 000 Arbitrage : Vladimir Kuznetsov |
| 18:30        | (Rapport)                 |       |              | Spectateurs : 9 000 Arbitrage : Vladimir Kuznetsov | Spectateurs : 9 000 Arbitrage : Vladimir Kuznetsov |

| 29 août 1985 | Bulgarie       | 1 - 1 | Hongrie     | Stade Hrazdan, Erevan                                   |                                                         |
| 19:00        | Kostadinov 57e |       | Fischer 80e | Spectateurs : 17 000 Arbitrage : Edgardo Codesal Méndez | Spectateurs : 17 000 Arbitrage : Edgardo Codesal Méndez |
| 19:00        | (Rapport)      |       |             | Spectateurs : 17 000 Arbitrage : Edgardo Codesal Méndez | Spectateurs : 17 000 Arbitrage : Edgardo Codesal Méndez |

### Groupe B
| Classement final |                      |     |   |   |   |   |    |    |      |
|                  | Équipe               | Pts | J | G | N | P | BP | BC | Diff |
| 1                | Brésil               | 6   | 3 | 3 | 0 | 0 | 5  | 1  | +4   |
| 2                | Espagne              | 3   | 3 | 1 | 1 | 1 | 4  | 4  | 0    |
| 3                | Arabie saoudite      | 3   | 3 | 1 | 1 | 1 | 1  | 1  | 0    |
| 4                | République d'Irlande | 0   | 3 | 0 | 0 | 3 | 3  | 7  | -4   |

| 24 août | Brésil          | 2 | 1 | République d'Irlande |
|         | Espagne         | 0 | 0 | Arabie saoudite      |
| 26 août | Arabie saoudite | 1 | 0 | République d'Irlande |
| 27 août | Brésil          | 2 | 0 | Espagne              |
| 29 août | Espagne         | 4 | 2 | République d'Irlande |
|         | Brésil          | 1 | 0 | Arabie saoudite      |

- L'Espagne devance l'Arabie saoudite grâce à une meilleure attaque.

1re journée
| 24 août 1985 | Brésil                | 2 - 1 | République d'Irlande | Stade Boris-Paichadze, Tbilissi                 |                                                 |
| 15:00        | Balalo 20e · Dida 80e |       | Tuite 86e            | Spectateurs : 45 000 Arbitrage : Nouhoum Traore | Spectateurs : 45 000 Arbitrage : Nouhoum Traore |
| 15:00        | (Rapport)             |       |                      | Spectateurs : 45 000 Arbitrage : Nouhoum Traore | Spectateurs : 45 000 Arbitrage : Nouhoum Traore |

| 24 août 1985 | Espagne   | 0 - 0 | Arabie saoudite | Stade Boris-Paichadze, Tbilissi                   |                                                   |
| 19:00        |           |       |                 | Spectateurs : 25 000 Arbitrage : Tony Evangelista | Spectateurs : 25 000 Arbitrage : Tony Evangelista |
| 19:00        | (Rapport) |       |                 | Spectateurs : 25 000 Arbitrage : Tony Evangelista | Spectateurs : 25 000 Arbitrage : Tony Evangelista |

2e journée
| 26 août 1985 | Arabie saoudite      | 1 - 0 | République d'Irlande | Stade Boris-Paichadze, Tbilissi                     |                                                     |
| 19:00        | Al Dosari 54e (pen.) |       |                      | Spectateurs : 20 000 Arbitrage : Benry Ulloa Morera | Spectateurs : 20 000 Arbitrage : Benry Ulloa Morera |
| 19:00        | (Rapport)            |       |                      | Spectateurs : 20 000 Arbitrage : Benry Ulloa Morera | Spectateurs : 20 000 Arbitrage : Benry Ulloa Morera |

| 27 août 1985 | Brésil                   | 2 - 0 | Espagne | Stade Boris-Paichadze, Tbilissi                  |                                                  |
| 19:00        | Luciano 50e · Balalo 65e |       |         | Spectateurs : 20 000 Arbitrage : Jamal Al Sharif | Spectateurs : 20 000 Arbitrage : Jamal Al Sharif |
| 19:00        | (Rapport)                |       |         | Spectateurs : 20 000 Arbitrage : Jamal Al Sharif | Spectateurs : 20 000 Arbitrage : Jamal Al Sharif |

3e journée
| 29 août 1985 | Espagne                           | 4 - 2 | République d'Irlande          | Stade Boris-Paichadze, Tbilissi                    |                                                    |
| 19:00        | Fernando 3e, 61e · Losada 35e 85e |       | Mooney 51e · Kelch 56e (pen.) | Spectateurs : 9 800 Arbitrage : Jesús Díaz Palacio | Spectateurs : 9 800 Arbitrage : Jesús Díaz Palacio |
| 19:00        | (Rapport)                         |       |                               | Spectateurs : 9 800 Arbitrage : Jesús Díaz Palacio | Spectateurs : 9 800 Arbitrage : Jesús Díaz Palacio |

| 29 août 1985 | Brésil     | 1 - 0 | Arabie saoudite | Stade Mikhaïl-Meskhi, Tbilissi                  |                                                 |
| 19:00        | Muller 35e |       |                 | Spectateurs : 9 000 Arbitrage : Yuriy Savchenko | Spectateurs : 9 000 Arbitrage : Yuriy Savchenko |
| 19:00        | (Rapport)  |       |                 | Spectateurs : 9 000 Arbitrage : Yuriy Savchenko | Spectateurs : 9 000 Arbitrage : Yuriy Savchenko |

### Groupe C
| Classement final |                  |     |   |   |   |   |    |    |      |
|                  | Équipe           | Pts | J | G | N | P | BP | BC | Diff |
| 1                | Union soviétique | 5   | 3 | 2 | 1 | 0 | 7  | 1  | +6   |
| 2                | Nigeria          | 4   | 3 | 2 | 0 | 1 | 6  | 4  | +2   |
| 3                | Australie        | 2   | 3 | 0 | 2 | 1 | 2  | 3  | -1   |
| 4                | Canada           | 1   | 3 | 0 | 1 | 2 | 0  | 7  | -7   |

| 24 août | Union soviétique | 0 | 0 | Australie |
|         | Nigeria          | 2 | 0 | Canada    |
| 26 août | Union soviétique | 2 | 1 | Nigeria   |
| 27 août | Australie        | 0 | 0 | Canada    |
| 29 août | Union soviétique | 5 | 0 | Canada    |
|         | Nigeria          | 3 | 2 | Australie |

1re journée
| 24 août 1985 | Union soviétique | 0 - 0 | Australie | Stade Dinamo, Minsk                                         |                                                             |
| 15:00        |                  |       |           | Spectateurs : 16 000 Arbitrage : Victoriano Sánchez Arminio | Spectateurs : 16 000 Arbitrage : Victoriano Sánchez Arminio |
| 15:00        | (Rapport)        |       |           | Spectateurs : 16 000 Arbitrage : Victoriano Sánchez Arminio | Spectateurs : 16 000 Arbitrage : Victoriano Sánchez Arminio |

| 24 août 1985 | Nigeria                 | 2 - 0 | Canada | Stade Dinamo, Minsk                |                                    |
| 19:00        | Monday 1re · Siasia 78e |       |        | Spectateurs : 16 000 Arbitrage : - | Spectateurs : 16 000 Arbitrage : - |
| 19:00        | (Rapport)               |       |        | Spectateurs : 16 000 Arbitrage : - | Spectateurs : 16 000 Arbitrage : - |

2e journée
| 26 août 1985 | Union soviétique                    | 2 - 1 | Nigeria     | Stade Dinamo, Minsk                                |                                                    |
| 19:00        | Khudozhilov 23e (pen.) · Chedia 41e |       | Anunobi 81e | Spectateurs : 23 000 Arbitrage : José Ramiz Wright | Spectateurs : 23 000 Arbitrage : José Ramiz Wright |
| 19:00        | (Rapport)                           |       |             | Spectateurs : 23 000 Arbitrage : José Ramiz Wright | Spectateurs : 23 000 Arbitrage : José Ramiz Wright |

| 27 août 1985 | Australie | 0 - 0 | Canada | Stade Dinamo, Minsk                            |                                                |
| 19:00        |           |       |        | Spectateurs : 8 000 Arbitrage : Ali Bin Nasser | Spectateurs : 8 000 Arbitrage : Ali Bin Nasser |
| 19:00        | (Rapport) |       |        | Spectateurs : 8 000 Arbitrage : Ali Bin Nasser | Spectateurs : 8 000 Arbitrage : Ali Bin Nasser |

3e journée
| 29 août 1985 | Union soviétique                                                                    | 5 - 0 | Canada | Stade Dinamo, Minsk                           |                                               |
| 19:00        | Ketashvili 38e · Tatarchuk 39e · Ivanauskas 60e · Sklyarov 64e (pen.) · Kuzhlev 79e |       |        | Spectateurs : 16 000 Arbitrage : Joël Quiniou | Spectateurs : 16 000 Arbitrage : Joël Quiniou |
| 19:00        | (Rapport)                                                                           |       |        | Spectateurs : 16 000 Arbitrage : Joël Quiniou | Spectateurs : 16 000 Arbitrage : Joël Quiniou |

| 29 août 1985 | Nigeria                                | 3 - 2 | Australie                          | Stade Dinamonamo Stadion, Minsk               |                                               |
| 19:00        | Adeleye 63e · Monday 78e · Anunobi 79e |       | Panagis 27e · Kalantzis 38e (pen.) | Spectateurs : 7 000 Arbitrage : Shizuo Takada | Spectateurs : 7 000 Arbitrage : Shizuo Takada |
| 19:00        | (Rapport)                              |       |                                    | Spectateurs : 7 000 Arbitrage : Shizuo Takada | Spectateurs : 7 000 Arbitrage : Shizuo Takada |

### Groupe D
| Classement final |            |     |   |   |   |   |    |    |      |
|                  | Équipe     | Pts | J | G | N | P | BP | BC | Diff |
| 1                | Mexique    | 6   | 3 | 3 | 0 | 0 | 6  | 1  | +5   |
| 2                | Chine      | 4   | 3 | 2 | 0 | 1 | 5  | 4  | +1   |
| 3                | Paraguay   | 1   | 3 | 0 | 1 | 2 | 3  | 6  | -3   |
| 4                | Angleterre | 1   | 3 | 0 | 1 | 2 | 2  | 5  | -3   |

| 24 août | Paraguay | 2 | 2 | Angleterre |
|         | Mexique  | 3 | 1 | Chine      |
| 26 août | Chine    | 2 | 0 | Angleterre |
| 27 août | Mexique  | 2 | 0 | Paraguay   |
| 29 août | Mexique  | 1 | 0 | Angleterre |
|         | Chine    | 2 | 1 | Paraguay   |

1re journée
| 24 août 1985 | Paraguay                | 2 - 2 | Angleterre                 | Stade Tofiq-Béhramov, Bakou                   |                                               |
| 15:00        | Cartaman 41e · Jara 74e |       | Wakenshaw 19e · Priest 31e | Spectateurs : 40 000 Arbitrage : Laszlo Padar | Spectateurs : 40 000 Arbitrage : Laszlo Padar |
| 15:00        | (Rapport)               |       |                            | Spectateurs : 40 000 Arbitrage : Laszlo Padar | Spectateurs : 40 000 Arbitrage : Laszlo Padar |

| 24 août 1985 | Mexique                                  | 3 - 1 | Chine        | Stade Tofiq-Béhramov, Bakou                       |                                                   |
| 19:00        | Ambríz 19e (pen.) · García Aspe 30e, 45e |       | Gong Lei 68e | Spectateurs : 30 000 Arbitrage : William K. Munro | Spectateurs : 30 000 Arbitrage : William K. Munro |
| 19:00        | (Rapport)                                |       |              | Spectateurs : 30 000 Arbitrage : William K. Munro | Spectateurs : 30 000 Arbitrage : William K. Munro |

2e journée
| 26 août 1985 | Chine                         | 2 - 0 | Angleterre | Stade Tofiq-Béhramov, Bakou                             |                                                         |
| 19:00        | Gao Hongbo 76e · Gong Lei 89e |       |            | Spectateurs : 12 000 Arbitrage : Juan Daniel Cardellino | Spectateurs : 12 000 Arbitrage : Juan Daniel Cardellino |
| 19:00        | (Rapport)                     |       |            | Spectateurs : 12 000 Arbitrage : Juan Daniel Cardellino | Spectateurs : 12 000 Arbitrage : Juan Daniel Cardellino |

| 27 août 1985 | Mexique                    | 2 - 0 | Paraguay | Stade Tofiq-Béhramov, Bakou                        |                                                    |
| 19:00        | Cruz 22e · García Aspe 70e |       |          | Spectateurs : 7 000 Arbitrage : Edwin Picon-Ackong | Spectateurs : 7 000 Arbitrage : Edwin Picon-Ackong |
| 19:00        | (Rapport)                  |       |          | Spectateurs : 7 000 Arbitrage : Edwin Picon-Ackong | Spectateurs : 7 000 Arbitrage : Edwin Picon-Ackong |

3e journée
| 29 août 1985 | Mexique     | 1 - 0 | Angleterre | Stade Tofiq-Béhramov, Bakou                        |                                                    |
| 19:00        | Becerra 34e |       |            | Spectateurs : 12 000 Arbitrage : Hernán Silva Arce | Spectateurs : 12 000 Arbitrage : Hernán Silva Arce |
| 19:00        | (Rapport)   |       |            | Spectateurs : 12 000 Arbitrage : Hernán Silva Arce | Spectateurs : 12 000 Arbitrage : Hernán Silva Arce |

| 29 août 1985 | Chine                              | 2 - 1 | Paraguay    | Stade Tofiq-Béhramov, Bakou                      |                                                  |
| 19:00        | Song Lianyong 14e · Gao Hongbo 76e |       | Mereles 17e | Spectateurs : 15 500 Arbitrage : David F.T. Syme | Spectateurs : 15 500 Arbitrage : David F.T. Syme |
| 19:00        | (Rapport)                          |       |             | Spectateurs : 15 500 Arbitrage : David F.T. Syme | Spectateurs : 15 500 Arbitrage : David F.T. Syme |

## Tableau final
|  | Quarts de finale         | Quarts de finale        |                      |                      | Demi-finales           | Demi-finales           |   |  | Finale               | Finale               |
|  | Quarts de finale         | Quarts de finale        |                      |                      | Demi-finales           | Demi-finales           |   |  | Finale               | Finale               |
|  |                          |                         |                      |                      |                        |                        |   |  |                      |                      |
|  | 1er septembre - Erevan   | 1er septembre - Erevan  |                      |                      | 4 septembre - Moscou   | 4 septembre - Moscou   |   |  | 7 septembre - Moscou | 7 septembre - Moscou |
|  | 1er septembre - Erevan   | 1er septembre - Erevan  |                      |                      | 4 septembre - Moscou   | 4 septembre - Moscou   |   |  | 7 septembre - Moscou | 7 septembre - Moscou |
|  | Bulgarie                 | 1                       |                      |                      | 4 septembre - Moscou   | 4 septembre - Moscou   |   |  | 7 septembre - Moscou | 7 septembre - Moscou |
|  | Bulgarie                 | 1                       |                      |                      | 4 septembre - Moscou   | 4 septembre - Moscou   |   |  | 7 septembre - Moscou | 7 septembre - Moscou |
|  | Espagne                  | 2                       |                      |                      | 4 septembre - Moscou   | 4 septembre - Moscou   |   |  | 7 septembre - Moscou | 7 septembre - Moscou |
|  | Espagne                  | 2                       | Espagne              | 2ap (4)              |                        |                        |   |  | 7 septembre - Moscou | 7 septembre - Moscou |
|  | 1er septembre - Minsk    |                         | Espagne              | 2ap (4)              |                        |                        |   |  | 7 septembre - Moscou | 7 septembre - Moscou |
|  |                          | Union soviétique        | 2 tab(3)             |                      |                        |                        |   |  | 7 septembre - Moscou | 7 septembre - Moscou |
|  | Union soviétique         | Union soviétique        | 2 tab(3)             | 1                    |                        |                        |   |  | 7 septembre - Moscou | 7 septembre - Moscou |
|  | Union soviétique         |                         |                      | 1                    |                        |                        |   |  | 7 septembre - Moscou | 7 septembre - Moscou |
|  | Chine                    | 0                       |                      |                      |                        |                        |   |  | 7 septembre - Moscou | 7 septembre - Moscou |
|  | Chine                    | 0                       | Espagne              | 0                    |                        |                        |   |  |                      |                      |
|  | 1er septembre - Tbilissi |                         | Espagne              | 0                    |                        |                        |   |  |                      |                      |
|  |                          | Brésil                  | 1 ap                 |                      |                        |                        |   |  |                      |                      |
|  | Brésil                   | Brésil                  | 1 ap                 | 6                    |                        |                        |   |  |                      |                      |
|  | Brésil                   | 4 septembre - Léningrad |                      | 6                    |                        |                        |   |  |                      |                      |
|  | Colombie                 | 0                       |                      |                      |                        |                        |   |  |                      |                      |
|  | Colombie                 | 0                       | Brésil               | 2                    |                        |                        |   |  |                      |                      |
|  | 1er septembre - Bakou    | 1er septembre - Bakou   | Brésil               | 2                    | Match pour la 3e place | Match pour la 3e place |   |  |                      |                      |
|  | 1er septembre - Bakou    | 1er septembre - Bakou   |                      | Nigeria              | Match pour la 3e place | Match pour la 3e place | 0 |  |                      |                      |
|  | Mexique                  | 1                       | 7 septembre - Moscou | 7 septembre - Moscou |                        |                        | 0 |  |                      |                      |
|  | Mexique                  | 1                       | 7 septembre - Moscou | 7 septembre - Moscou |                        |                        |   |  |                      |                      |
|  | Nigeria                  | 2                       |                      | Union soviétique     | 0ap (1)                |                        |   |  |                      |                      |
|  | Nigeria                  | 2                       |                      | Union soviétique     | 0ap (1)                |                        |   |  |                      |                      |
|  |                          |                         |                      |                      |                        |                        |   |  | Nigeria              | 0 tab(3)             |
|  |                          |                         |                      |                      |                        |                        |   |  | Nigeria              | 0 tab(3)             |

### Quarts de finale
| 1er septembre 1985 | Bulgarie       | 1 - 2 | Espagne                             | Stade Hrazdan, Erevan                              |                                                    |
| 19:00              | Kostadinov 47e |       | Marcelino 33e · Fernando 67e (pen.) | Spectateurs : 20 500 Arbitrage : Joseph B. Worrall | Spectateurs : 20 500 Arbitrage : Joseph B. Worrall |
| 19:00              | (Rapport)      |       |                                     | Spectateurs : 20 500 Arbitrage : Joseph B. Worrall | Spectateurs : 20 500 Arbitrage : Joseph B. Worrall |

| 1er septembre 1985 | Brésil                                                   | 6 - 0 | Colombie | Stade Boris-Paichadze, Tbilissi                     |                                                     |
| 17:00              | Gérson 51e, 69e, 90e · Silas 54e · Dida 72e · Muller 81e |       |          | Spectateurs : 20 000 Arbitrage : Benry Ulloa Morera | Spectateurs : 20 000 Arbitrage : Benry Ulloa Morera |
| 17:00              | (Rapport)                                                |       |          | Spectateurs : 20 000 Arbitrage : Benry Ulloa Morera | Spectateurs : 20 000 Arbitrage : Benry Ulloa Morera |

| 1er septembre 1985 | Union soviétique | 1 - 0 | Chine | Stade Dinamo, Minsk                            |                                                |
| 17:00              | Kuzhlev 1re      |       |       | Spectateurs : 40 000 Arbitrage : Ali Bennaceur | Spectateurs : 40 000 Arbitrage : Ali Bennaceur |
| 17:00              | (Rapport)        |       |       | Spectateurs : 40 000 Arbitrage : Ali Bennaceur | Spectateurs : 40 000 Arbitrage : Ali Bennaceur |

| 1er septembre 1985 | Mexique    | 1 - 2 | Nigeria                     | Stade Tofiq-Béhramov, Bakou                             |                                                         |
| 17:00              | Medina 50e |       | Igbinabaro 33e · Monday 35e | Spectateurs : 20 000 Arbitrage : Juan Daniel Cardellino | Spectateurs : 20 000 Arbitrage : Juan Daniel Cardellino |
| 17:00              | (Rapport)  |       |                             | Spectateurs : 20 000 Arbitrage : Juan Daniel Cardellino | Spectateurs : 20 000 Arbitrage : Juan Daniel Cardellino |

### Demi-finales
| 4 septembre, 1985 | Espagne                      | 2–2 a. p. | Union soviétique                         | Stade Loujniki, Moscou                             |                                                    |
| 19:00             | Losada 70e · Goikoetxea 120e |           | Khudozhilov 38e (pen.) · Ivanauskas 107e | Spectateurs : 37 000 Arbitrage : Hernán Silva Arce | Spectateurs : 37 000 Arbitrage : Hernán Silva Arce |
| 19:00             | (Rapport)                    |           |                                          | Spectateurs : 37 000 Arbitrage : Hernán Silva Arce | Spectateurs : 37 000 Arbitrage : Hernán Silva Arce |
| 19:00             | Tirs au but 4-3              |           |                                          | Spectateurs : 37 000 Arbitrage : Hernán Silva Arce | Spectateurs : 37 000 Arbitrage : Hernán Silva Arce |

| 4 septembre 1985 | Brésil                  | 2 - 0 | Nigeria | Stade Kirov, Leningrad                        |                                               |
| 18:00            | Muller 22e · Balalo 44e |       |         | Spectateurs : 51 500 Arbitrage : Joël Quiniou | Spectateurs : 51 500 Arbitrage : Joël Quiniou |
| 18:00            | (Rapport)               |       |         | Spectateurs : 51 500 Arbitrage : Joël Quiniou | Spectateurs : 51 500 Arbitrage : Joël Quiniou |

### Match pour la3eplace
| 7 septembre 1985 | Union soviétique | 0 - 0 a. p. | Nigeria | Stade Loujniki, Moscou                        |                                               |
| 13:00            |                  |             |         | Spectateurs : 12 500 Arbitrage : Jassim Mandi | Spectateurs : 12 500 Arbitrage : Jassim Mandi |
| 13:00            | (Rapport)        |             |         | Spectateurs : 12 500 Arbitrage : Jassim Mandi | Spectateurs : 12 500 Arbitrage : Jassim Mandi |
| 13:00            | Tirs au but 1-3  |             |         | Spectateurs : 12 500 Arbitrage : Jassim Mandi | Spectateurs : 12 500 Arbitrage : Jassim Mandi |

### Finale
| 7 septembre 1985 | Brésil       | 1 - 0 a.p. | Espagne | Stade Loujniki, Moscou                           |                                                  |
| 19:00            | Henrique 92e |            |         | Spectateurs : 41 000 Arbitrage : David F.T. Syme | Spectateurs : 41 000 Arbitrage : David F.T. Syme |
| 19:00            | (Rapport)    |            |         | Spectateurs : 41 000 Arbitrage : David F.T. Syme | Spectateurs : 41 000 Arbitrage : David F.T. Syme |

| Coupe du monde de football des moins de 20 ans 1985 Brésil Deuxième titre |

## Récompenses
| Ballon d'or       | Ballon d'argent  | Ballon de bronze  |
| ----------------- | ---------------- | ----------------- |
| Silas             | Gérson da Silva  | Juan Carlos Unzué |
| Soulier d'or      | Soulier d'argent | Soulier de bronze |
| Sebastián Losada  | Fernando Gómez   | Odiaka Monday     |
| 3 buts            | 3 buts           | 3 buts            |
| Prix du fair-play |                  |                   |
| Colombie          |                  |                   |